# Bakuman
Bakuman (gestileerd als Bakuman.) is een Japanse shonen-manga geschreven door Tsugumi Oba en geïllustreerd door Takeshi Obata. De serie draait om twee tienerjongens die ervan dromen ooit succesvolle mangaka te worden. De manga verscheen voor het eerst in augustus 2008 in Shueisha's tijdschrift Weekly Shōnen Jump en eindigde met 176 hoofdstukken in april 2012 in Japan en in mei in het Engelse blad Weekly Shonen Jump Alpha.
Er is in 2010 tevens een 25-afleveringen tellende animeserie van de manga gemaakt. Het eerste seizoen eindigde in april. In oktober 2011 begon men met het uitzenden van het tweede seizoen van de serie. Een derde serie is bezig sinds oktober 2012.

## Verhaal
Moritaka Mashiro, een jonge tiener, maakt op een dag een tekening van Miho Azuki, het meisje op wie hij verliefd is, in zijn notitieblok. Maar hij laat dit blok op school liggen. De tekening wordt gezien door een medeleerling genaamd Akito Takagi, die onder de indruk is van Mashiro’s tekentalent. Hij beweegt hem ertoe mangaka te worden en de verhalen die Takagi schrijft van illustraties te voorzien. Mashiro is eerst terughoudend over dit aanbod omdat zijn oom, zelf een bekend mangaka, gestorven is aan karoshi.
Wanneer Azuki hoort van het plan van Takagi, biecht ze aan Mashiro op dat ze zelf graag een seiyu wil worden. Ze belooft met Mashiro te zullen trouwen wanneer ze beiden hun droom hebben verwezenlijkt. Daarop neemt Mashiro Takagi’s aanbod aan, hopend dat zijn manga zo goed wordt, dat er een anime van gemaakt zal worden waarin Azuki een van de stemmen kan inspreken.
Nadat Ashirogi Muto (het pseudoniem voor het manga-duo Mashiro en Takagi) is geaccepteerd binnen de manga-uitgeverij Shueisha, schrijven ze twee one-shots, elk voor verschillende wedstrijden. Hun eerste serie wordt geserialiseerd: Detective Trap. De serie wordt uiteindelijk geannuleerd wegens tegenvallende verkoopcijfers. Ondertussen ontmoeten Mashiro en Takagi verschillende andere mangaka's, waarvan ze de meeste beschouwen als hun rivalen (de prominentste is Niizuma Eiji). Hun tweede poging is de serie Run, Daihatsu Tanto!, een gagmanga. De twee vrezen echter dat ook deze manga niet zal aanslaan en beginnen met een derde serie: The Perfect Crime Party (PCP). Maar als blijkt dat de manga geen anime zal krijgen, besluit Ashirogi Muto zich te concentreren op een nieuwe manga, namelijk Inversi. Deze serie wordt zeer goed ontvangen en vervangt PCP als wekelijkse serialisatie. PCP gaat verder als maandelijkse serialisatie.

## Ontvangst
Carlo Santos van Anime News Network prees de serie om de tegenstrijdige perspectieven van de protagonisten. Hij was tevens verbaasd dat de serie succes had, niet alleen als een manga over een manga, maar ook als een verhaal over de droom van een tiener. Wel merkte hij op dat de serie nog wat kon leren van Ohba en Obata’s vorige serie, Death Note.
Het eerste volume van de manga werd de op 3 na best verkochte manga in Japan in de week van 6 tot 12 januari 2009. Er werden 154.675 exemplaren van verkocht. Een week later zakte de manga naar de 9e plaats met een oplage van 38.176 exemplaren. In de Verenigde Staten debuteerde het eerste volume op de 6e plaats in de mangalijst van de New York Times.